# Jürgen Müller (Fernsehjournalist)
Jürgen Müller (* 1971 in Esslingen am Neckar) ist ein deutscher Sportjournalist, Handball- und Tennis-Kommentator und Filmemacher.

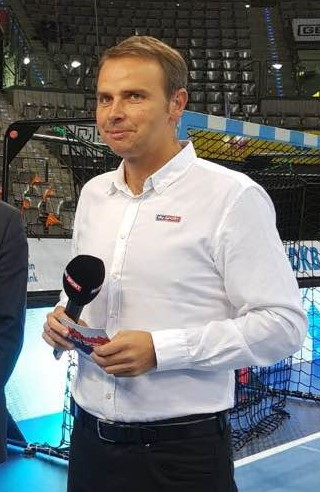
Jürgen Müller

## Leben und berufliche Anfänge
Jürgen Müller wuchs in Esslingen am Neckar auf. Während seiner Schulzeit arbeitete er als freier Mitarbeiter für die Eßlinger Zeitung und den Privatsender Radio ES.
Nach seinem Abitur am Georgii-Gymnasium Esslingen zog er nach München.
Beim regionalen Fenster von Sat.1 in Bayern verfasste er erste TV-Beiträge, kommentierte Spiele der Fußball-Bundesliga für den RTL-Sportshop und moderierte mehrere Jahre beim Münchner Lokalsender Radio Gong 96.3. Von 1995 bis 2000 fungierte er bei Sat.1 Bayern als Sport-Ressortleiter.

## Werdegang
Seit 2000 arbeitet Müller als freier Filmemacher und Sportreporter für zahlreiche deutsche Fernsehsender.
Er berichtet für Sky Deutschland seit 2016 live von Spielen der Handball-Bundesliga als Moderator, Kommentator und Field-Reporter.
Bereits seit frühester Kindheit begeistert er sich für diesen Sport. Müller begann im Alter von 5 Jahren beim TV Mettingen mit dem Handballspielen. Während seiner Schulzeit berichtete er für den Lokalsender Radio ES und die Handballwoche vom Aufstieg des TSV Scharnhausen 1990 unter Rolf Brack in die 1. Bundesliga.
Seit 2024 kommentiert er live für Sky Deutschland Tennis-Spiele der Herren (ATP) und Frauen (WTA).
Als Beitragsmacher ist er seit 2000 für Sky Deutschland (früher: Premiere) in den Bereichen Fußball, Formel1, Tennis und Handball tätig. In der wöchentlichen Rubrik „Premiere-Top-11“ warf Müller über viele Jahre hinweg seinen eigenen Blick auf die kuriosen Momente der Fußball-Bundesliga.
Immer wieder setzte Müller längere TV-Dokumentationen im Sportbereich um. So begleitete er beispielsweise 2014/15 für Sky Deutschland ein Jahr lang den TSV 1860 München in der vierteiligen TV-Dokumentation „57, 58, 59, Sechzig!“.
Es war das erste TV-Projekt, bei dem ein deutscher Profi-Fußball-Klub über eine gesamte Saison hinweg bis in die Kabine begleitet wurde. Auch ein während der Partien mit Mikrofon ausgestatteter Profi-Trainer (Ricardo Moniz, später Markus von Ahlen) war Neuland im Liga-Betrieb. Als Aufstiegsaspirant gestartet, rettete sich der Traditionsklub am Ende der Saison erst in den Schlussminuten der Relegation gegen Holstein Kiel.
Auch außerhalb des Sports ist Müller als Filmemacher von Magazin-Beiträgen und längeren Dokumentationen tätig. Für das Wissensmagazin Galileo begleitete er u. a. die Sprengung der Große Olympiaschanze in Garmisch-Partenkirchen.
Er war Autor und Regisseur der TV-Dokumentationen „Inside USA – Colorado“ und „Inside USA – Unterwegs im Nordwesten“ für Kabel eins. Skurrile Geschichten am Rande des Highways sind Gegenstand der Sendereihe.
Für die 90-minütige Dokumentation „Die Geschmacksjäger“ reiste Müller 2013 als Autor und Regisseur für Kabel eins mehrere Wochen durch Laos, Myanmar und Thailand. Dabei erkunden die Jung-Köche Hannes und Moe die Geheimnisse der südostasiatischen Küche.
Für die 12-teilige TV-Dokumentation „Ein starkes Team“ begleitete Müller drei Jahre lang das Frauen-Team von RB Leipzig.

## Auszeichnungen
- Deutscher Sportjournalistenpreis 2021 für die Übertragung der Handball-Bundesliga bei Sky in der Kategorie „Beste Sportsendung“[14]

## Privates
Jürgen Müller ist verheiratet und hat zwei Kinder.